# Коронавірусна хвороба 2019 у Фінляндії
Коронавірусна хвороба 2019 у Фінляндії — розповсюдження епідемії територією країни. Перший випадок COVID-19 у Фінляндії під час пандемії 2019–20 років був підтверджений 28 січня 2020 року, коли китайський турист з Уханю, який відвідував місто Івало, здав позитивний аналіз на вірус.
Фінляндія була однією з трьох країн Європи (крім Швеції та Нідерландів), які не вводили жорсткий карантин. І то, у Фінляндії був карантин до 15 квітня 2020 року у столичному регіоні, де було найбільше інфікованих.

## Хронологія

### 2020
30 січня представники охорони здоров'я Фінляндії підрахували, що вірусом, можливо, було заражено до 24 людей. До 5 лютого, як відомо, три потенційно викриті особи залишили країну, а чотирнадцять з решти 21 були поміщені в карантин, і, як очікується, будуть звільнені у наступні вихідні.
26 лютого представники охорони здоров'я Фінляндії підтвердили другий випадок: фінська жінка, яка здійснила поїздку до Мілану і 22 лютого повернулася до Фінляндії, отримала позитивний результат тесту в Центральній лікарні Гельсінського університету.
5 березня було підтверджено п'ять випадків: три в Уусімаа, один у Пірканмаа та один у Тавастії.
6 березня Національний інститут охорони здоров'я та добробуту (THL) оголосив, що в країні було підтверджено чотири нові випадки захворювання, загальна кількість сягнула 19.
8 березня підтверджено 4 випадки коронавірусу.
9 березня повідомлялося про ще 10 випадків, з них 3 у Гельсінкі та 7 в інших регіонах.
21 березня стався перший летальний випадок від коронавірусу в країні. На цей день у Фінляндії зафіксовано 521 випадок зараження коронавірусом.
31 березня кількість померлих зросла до 13 людей, заражених — до 1313. Більшість обмежень продовжили до середини травня, а масові зібрання до 31 травня.
15 квітня Фінляндія відмінила обмеження в'їзду-виїду із столичного регіону Уусімаа, де було найбільше хворих.
23 квітня Фінляндія запросила на роботу українських заробітчан, МАУ виконала рейс із 186 українцями на борту до Фінляндії.
27 липня Фінляндія повернула прикордонний контроль для Австрії, Швейцарії та Словенії. Крім того, прикордонний контроль зберігається для мандрівників з Швеції, Польщі, Чехії, Франції, Люксембургу, Британії, Іспанії та Португалії.
7 вересня влада країни плануювала розглянути законопроєкт щодо обов'язкового здавання всіма туристами тестів на COVID-19.
28 вересня Фінляндія тимчасово заборонила туристичні поїздки через погіршенням епідеміологічної ситуації з Естонії, Швеції, Норвегії, Ісландії, Німеччини, Словаччини, Грузії, Канади й Тунісу.
31 грудня в країні почалася кампанія глобальної вакцинації від COVID-19 вакциною виробництва BioNTech/Pfizer.

### 2021
18 лютого Фінляндія продовжила обмеження на кордоні до 18 березня. 8 березня було оголошено про тритижневий локдаун.
24 березня у місті Турку знайшли можливий новий штам коронавірусу, що нагадує південноафриканську мутацію вірусу.
26 липня Фінляндія, Швеція та Португалія дозволили в'їзд для жителів України, якщо вони пройшли повний курс вакцинації Prizer, Moderna, AstaZeneca (Covishield) або CoronaVac. 31 липня основним за поширенням у країні штамом став штам «Дельта».